# Territorio nacional de La Pampa
El territorio nacional de La Pampa fue una gobernación de la Argentina que abarcó territorios de varias provincias actuales y que se transformó luego en la provincia de La Pampa.

## Antecedentes
En el siglo XVIII la mayor parte del territorio pampeano fue ocupado por los ranqueles, una etnia mapuchizada, aunque sus componentes eran en gran parte de orígenes het y patagones del grupo günün-a-küna y huárpidos del grupo mapuchizado de los pehuenches. Entre 1775-1790 un grupo de los pehuenches avanzó desde los faldeos andinos hasta el territorio que denominaron Mamül Mapu (mamül: leña, boscaje; mapu: tierra, territorio) ya que lo encontraron cubierto por bosques de caldén, algarrobo y chañar, es así que se establecieron entre los ríos Cuarto (o Chocancharava) y Colorado, desde el sur de los actuales territorios de San Luis, Córdoba, hasta el sur de la provincia de La Pampa.
La resistencia de las tribus indígenas que habitaban la zona a ceder sus tierras a terratenientes criollos, hizo que recién durante el gobierno de Juan Manuel de Rosas se pudieran ir incorporando estas tierras al control efectivo del gobierno de la provincia de Buenos Aires. Rosas entre 1833 y 1834 dirigió una campaña militar contra los indígenas en tres columnas, de las cuales la del centro, al mando del general José Ruiz Huidobro, partió a mediados de febrero de 1833 desde El Morro (San Luis) con unos 1000 soldados de las milicias de Buenos Aires, Córdoba, San Luis y La Rioja. Su objetivo era alcanzar el río Colorado en donde se uniría a la columna del este. Derrotó al cacique Yanquetruz en las Acollaradas el 16 de marzo, pero al llegar a la laguna Trapal (actual provincia de La Pampa) regresó y llegó a Río Cuarto el 20 de abril de 1833. Previamente Yanquetruz le había arrebatado la caballada.
El cacique mapuche Calfucurá formó a partir de 1835 una confederación con base en Chadichadihue en las Salinas Grandes, previamente el año anterior había masacrado a los caciques borogas.
Durante la Conquista del Desierto en 1879, la segunda división al mando del coronel Nicolás Levalle partió de Carhué con 325 soldados y 125 indígenas del cacique Tripailao, avanzando hacia Traru-Lauquen en La Pampa y enfrentó a Manuel Namuncurá. Luego de finalizada la campaña se sumaron grandes extensiones de tierra a la explotación agropecuaria de colonos y terratenientes latifundistas principalmente de las familias más importantes de Buenos Aires e inmigrantes europeos.
La ley N.º 28 del 17 de octubre de 1862, dispuso que todos los territorios nacionales existentes fuera de los límites o posesión de las provincias sean nacionales. Hasta entonces las provincias de Buenos Aires y de Mendoza mantenían pretensiones sobre los territorios patagónicos y pampeanos.
La ley n.º 215 del 13 de agosto de 1867 dispuso en su artículo 1: "Se ocupará por fuerzas del Ejército de la República la ribera del Río Neuquén, desde su nacimiento en los Andes hasta su confluencia en el Río Negro en el Océano Atlántico estableciendo la línea en la margen septentrional del expresado río de Cordillera a mar". Esta ley corrió los límites de la nación hasta el Río Negro, pero la incorporación efectiva de La Pampa en la Nación se logró mediante la conquista militar durante la Conquista del desierto.
Por la ley N.º 947 del 5 de octubre de 1878, los límites de las tierras nacionales situadas al exterior de las fronteras de las provincias de Buenos Aires, Santa Fe, Córdoba, San Luis y Mendoza, son establecidos en el Río Negro, desde su desembocadura en el Océano Atlántico remontando su corriente hasta encontrar el grado 5° de longitud occidental del meridiano de Buenos Aires, por este hacia el norte, hasta su intersección con el paralelo 35° de latitud sur, por este paralelo hasta el meridiano 10° de longitud occidental de Buenos Aires, por este meridiano hacia el sur hasta la margen izquierda del río Colorado y desde allí remontando la corriente de este río hasta sus nacientes y continuando por el Río Barrancas hasta la Cordillera de los Andes. Quedando establecido el límite norte de la Patagonia (incluyendo el actual territorio pampeano) con las demás provincias.
La Gobernación de la Patagonia fue creada por la ley N.º 954, del 11 de octubre de 1878. Su territorio se extendía desde el límite fijado por la ley n.º 947 hasta el Cabo de Hornos. Su capital fue Mercedes de Patagones (hoy Viedma), el 21 de octubre fue designado su primer gobernador, el coronel Álvaro Barros, quien procedió a la inauguración oficial de la Gobernación el 2 de febrero de 1879.
En 1881 se firmó el tratado de límites entre la Argentina y Chile que aseguró definitivamente la posesión argentina de los territorios de la Patagonia Oriental y la Pampa.

## Territorio de La Pampa Central
Por la ley n.º 1.265 del 24 de octubre de 1882 se dispuso la enajenación de tierras de propiedad de la Nación, y a esos efectos se dividió la Gobernación de la Patagonia en dos sectores separados por los ríos Agrio, Neuquén y Negro, denominados: territorios de la Pampa (o de la Pampa Central) y territorios de la Patagonia, sin que se alterara su gobierno. El primero incluía la actual provincia de La Pampa y sectores hoy pertenecientes a las provincias de Río Negro, Mendoza, San Luis, Córdoba, Neuquén y Buenos Aires.
Se dividió los territorios de La Pampa en veintiséis secciones de 100 lotes de 10 000 hectáreas cada uno y se ofrecieron a la venta en subasta pública:

1) Se trazarán secciones de un millón de hectáreas (400 leguas de 2.500 hectáreas). 2) Cada sección se dividirá en cuatro fracciones de doscientas cincuenta mil hectáreas (100 leguas de 2.500 hectáreas) y cada una de estas fracciones en veinticinco lotes de diez mil hectáreas (cuatro leguas). 3) Los lotes de diez mil hectáreas tendrán la forma de un cuadrado.

## Territorio nacional de La Pampa
Por la ley n.º 1532 del 16 de octubre de 1884, se crearon los Territorios Nacionales dividiendo los Territorios de La Pampa Central y de la Patagonia, entre ellos el Territorio Nacional de La Pampa, siendo sus límites: 

Artículo 1-1: Gobernación de La Pampa con los siguientes límites: por el Norte el paralelo 36º que divide el territorio nacional del de las provincias de Mendoza y San Luis y el paralelo 35º que la divide del de la de Córdoba. Por el Este, el meridiano 5º de Buenos Aires, que divide con esta Provincia. Por el Oeste el meridiano 10º que divide con Mendoza, hasta tocar el río Colorado, y por el Sur el curso del río Colorado.

Los territorios entre los paralelos 35° S y 36° S que actualmente pertenecen a las provincias de Mendoza (desde el río Desaguadero al meridiano X Oeste de Buenos Aires) y de San Luis, pasaron a esas provincias. Su primer gobernador fue el general Juan Ayala (de 1884 a 1891).
La ley n.º 1552 otorgó títulos de propiedad a los ocupantes de tierras públicas en La Pampa y la Patagonia y la n.º 1678 distribuyó tierras entre los jefes, oficiales y tropas de las fuerzas que participaron en la Campaña del Desierto.
En 1882 se realizaron las primeras fundaciones, Victorica (la primera, el 12 de febrero) y General Acha sobre la base de fortines existentes. Más tarde surgieron Bernasconi (1888), Hucal (1890), Santa Rosa y Parera (1887), Toay (1894), Uriburu (1897), Telén (1901), Macachín 1902,  Larroudé (1903), Van Praet y Catriló (1904), J. Aráuz, Quetrequén, Lonquimay y General Pico (1905), Monte Nievas y Trenel (1906), Realicó y Vértiz (1907), Eduardo Castex (1908), Ingeniero Luiggi (1910) y Naicó (1911).
Un decreto del Poder Ejecutivo Nacional del 8 de mayo de 1885 estableció 15 departamentos. El 30 de enero de 1888 el gobernador Juan Ayala puso en vigor el decreto creando los primeros 9 departamentos, numerados del I al IX, que se hallaban poblados con más de 1000 habitantes. Para los restantes 6 se dispuso:

(...) los seis departamentos restantes se deslindarán a medida que por su población sea necesario dotarlos de autoridades, debiendo mientras tanto depender de las constituciones limítrofes o más inmediatas.

El 29 de enero de 1891 el presidente Carlos Pellegrini mediante un decreto habilitó el tramo ferroviario Bahía Blanca - Nueva Roma - Bernasconi, del Ferrocarril Bahía Blanca al Noroeste, siendo la primera línea que llega al Territorio Nacional de La Pampa. El 24 de julio también habilita el tramo Bernasconi - Hucal. El 31 de julio de 1895 el presidente José Evaristo Uriburu habilita el tramo Hucal - Epupel y el 23 de julio de 1896 habilita el tramo Epupel - General Acha.
El 19 de mayo de 1904 el Poder Ejecutivo Nacional reorganizó los departamentos del territorio, elevando su número a 16 y confirmó como capital a Santa Rosa de Toay, trasladando a ella el tribunal territorial.
Por la ley n.º 5217, del 28 de septiembre de 1907, se dejaron inamovibles los límites trazados en 1881 y 1882 en los meridianos V y X Oeste de Buenos Aires, los cuales habían sido erróneamente demarcados en el terreno y además se había perdido a qué lugar de Buenos Aires correspondía el meridiano "0". De esta forma, 200.000 hectáreas quedaron definitivamente separadas del territorio de La Pampa, siendo reconocidas de jure por esta ley a las provincias de Mendoza y Buenos Aires.
La primera capital fue General Acha, designada el 26 de junio de 1884, pero a partir del 29 de marzo de 1900, la capital pasó a ser Santa Rosa de Toay al disponer el Poder Ejecutivo Nacional el cumplimiento de un decreto del presidente Miguel Juárez Celman del año 1889. El gobernador José Luro concretó la medida el 11 de abril, a partir de 1917 se suprimió de Toay y desde entonces se la conoce solo por Santa Rosa.
Por decreto del 20 de octubre de 1915, se llevó a 22 el número de departamentos del territorio, de los cuales 21 que se hallaban numerados, se les dio nombres indígenas.
El censo territorial de 1920 arrojó 122 535 habitantes en el territorio, muy por encima de los 60 000 que exigía la ley n.º 1532 para la provincialización de un territorio nacional.

## Provincia de La Pampa
La Pampa pasó a ser provincia por Ley 14037 del 8 de agosto de 1951, con los mismos límites de su anterior territorio, el Congreso Nacional aprobó la ley de creación de la actual provincia junto con la del Chaco a instancias de Eva Perón, razón por la que al sancionarse en enero de 1952 su primera constitución, su nombre fue cambiado por el de provincia Eva Perón, hasta que en 1955 después del golpe militar autodenominado Revolución Libertadora se le devolvió la denominación de La Pampa.

Artículo 1º.- Decláranse provincias, de acuerdo con lo dispuesto en los artículos 13º y 68º, inciso 14 de la Constitución Nacional, a los territorios nacionales del Chaco y La Pampa.